# Dominique Chalbot
Dominique Chalbot (Guadalupa, ...) è una comica francese di origine guadalupense.

## Biografia
Le sole informazioni note sulla sua carriera riguardano la sua partecipazione al cast della seconda edizione di Emilio e di Emilio '90; in quest'ultimo caso ha sostituito Athina Cenci alla guida dell'immaginaria redazione. Dopo la fine di Emilio '90 non si sono più avute notizie su di lei.